# 砥堀駅
砥堀駅（とほりえき）は、兵庫県姫路市砥堀にある、西日本旅客鉄道（JR西日本）播但線の駅である。

## 歴史
電気運転開始までは単式ホーム1面1線で、1970年代頃までは多くの列車が通過していた。

### 年表
- 1935年（昭和10年）11月20日：鉄道省播但線野里駅 - 仁豊野駅間に新設[1][2]。旅客営業のみ[2]。
- 1941年（昭和16年）8月10日：営業休止[1][2]。
- 1951年（昭和26年）6月25日：営業再開[1][3]。
- 1987年（昭和62年）4月1日：国鉄分割民営化に伴い、西日本旅客鉄道（JR西日本）の駅となる[2]。
- 1998年（平成10年）3月14日：電化に伴い、交換設備新設[1]。
- 2016年（平成28年）3月26日：ICカード「ICOCA」の利用が可能となる[4]。ICカード専用簡易改札機で対応。
- 2022年（令和4年）
  - 6月1日：管理駅が福崎駅から豊岡駅に変更。
  - 10月1日：組織改正に伴い、近畿統括本部福知山管理部管轄となる。

### 駅名の由来
『播磨国風土記』に、応神天皇が道の雑草を切り払った際に刃が鈍ったので「砥掘り来（とほりこ、砥石を掘って持って来い）」と言ったことによると言う。

## 駅構造

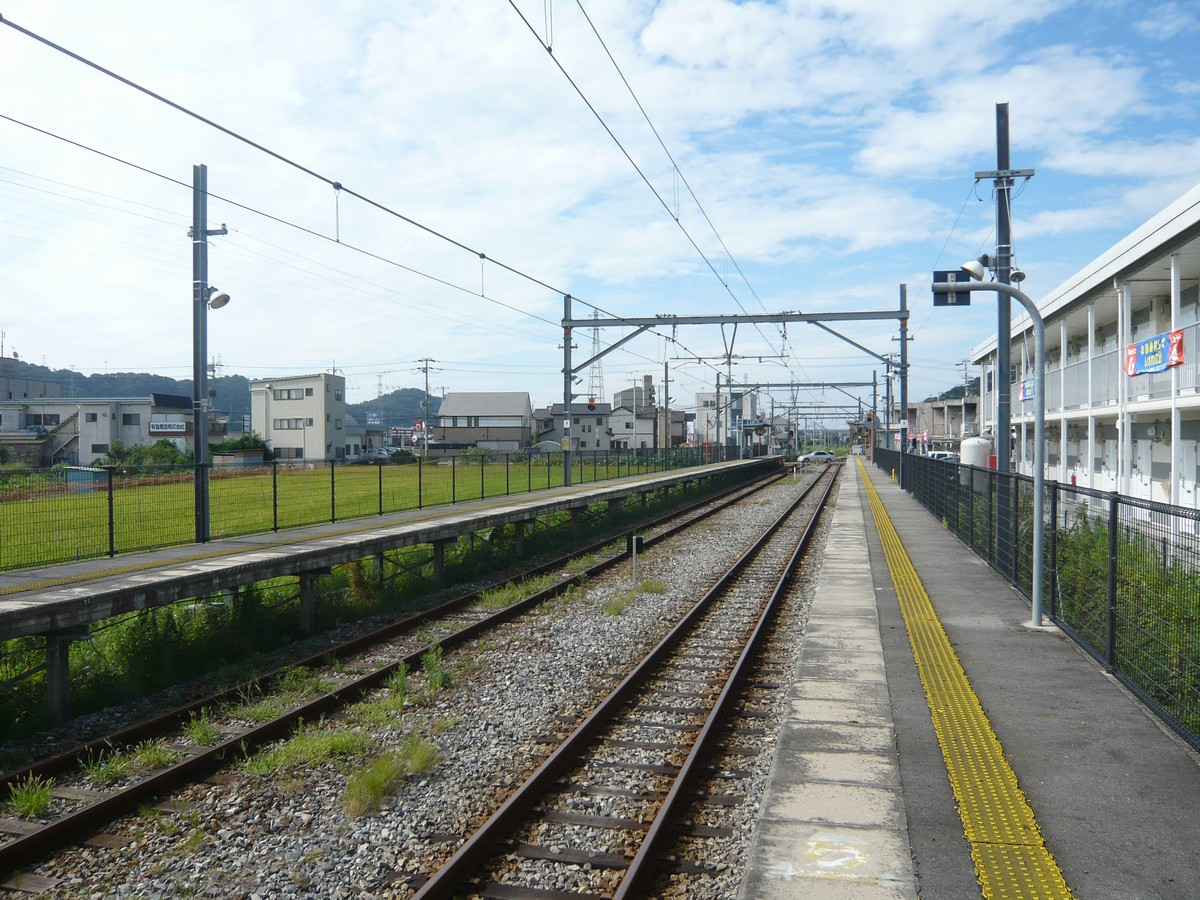
ホーム（福崎側から望む）

相対式ホーム2面2線を有する地上駅。2番のりばを上下本線とした1線スルーとなっており、特急が通過する際は両方向共に2番のりばを通過するが、停車列車ホームは方向別で固定されている。停車ホームは多く見られる左側通行方式では無く、右側通行方式で、西側1番のりばが上り停車ホーム、東側2番のりばが下り停車ホームである。
播但線電化区間（姫路駅 - 寺前駅間）の途中駅では京口駅・鶴居駅・新野駅と共に無人駅（豊岡駅管理）であり、当駅については駅舎も設置されていない。1番のりばホーム上に簡易型自動券売機がある。自動改札機は無く、代わりにIC読取機が設置されている。当初は片面ホーム1面1線だったが、新野駅と共に、交換設備が新設された。

### のりば
| のりば | 路線   | 方向 | 行先             |
| ------ | ------ | ---- | ---------------- |
| 1      | 播但線 | 上り | 姫路方面         |
| 2      | 播但線 | 下り | 寺前・和田山方面 |

## 利用状況
近年の1日平均乗車人員は以下の通り。
| 年度   | 1日平均 乗車人員 |
| ------ | ---------------- |
| 2000年 | 408              |
| 2001年 | 410              |
| 2002年 | 432              |
| 2003年 | 476              |
| 2004年 | 483              |
| 2005年 | 468              |
| 2006年 | 480              |
| 2007年 | 508              |
| 2008年 | 539              |
| 2009年 | 555              |
| 2010年 | 580              |
| 2011年 | 590              |
| 2012年 | 592              |
| 2013年 | 648              |
| 2014年 | 656              |
| 2015年 | 677              |
| 2016年 | 679              |
| 2019年 | 716              |
| 2020年 | 591              |
| 2021年 | 633              |

## 駅周辺
播但線の高架が山陽自動車道との交差部で地上に降り、踏切を2つ程超えた所に位置する。山陽道付近より姫路市郊外に入る。周辺は田畑が多く見られるが、宅地化が進んでいる。
- 国道312号（姫豊バイパス）
- ショーワグローブ本社[1]
- 増位山

## バス路線
最寄りのバス停は「砥堀駅前」停留所である。
| 停留所名 | 運行事業者 | 路線名・系統・行先 |
| -------- | ---------- | --- |
| 砥堀駅前 | 神姫バス   | - 81系統：姫路駅（北口） / 北条営業所 - 82系統：姫路駅（北口） / 古法華公園 - 84系統・86系統：姫路駅（北口） / 福崎駅前 |

## 隣の駅
西日本旅客鉄道（JR西日本）
 播但線
野里駅 - 砥堀駅 - 仁豊野駅